# Myroxylon pereirae
|  | Per a altres significats, vegeu «bàlsam (desambiguació)». |

El Myroxylon pereirae (conegut tradicionalment com a Bàlsam) és un arbre robust la resina del qual s'extreu de l'escorça mitjançant un llarg procés d'extracció que dura aproximadament dos mesos.

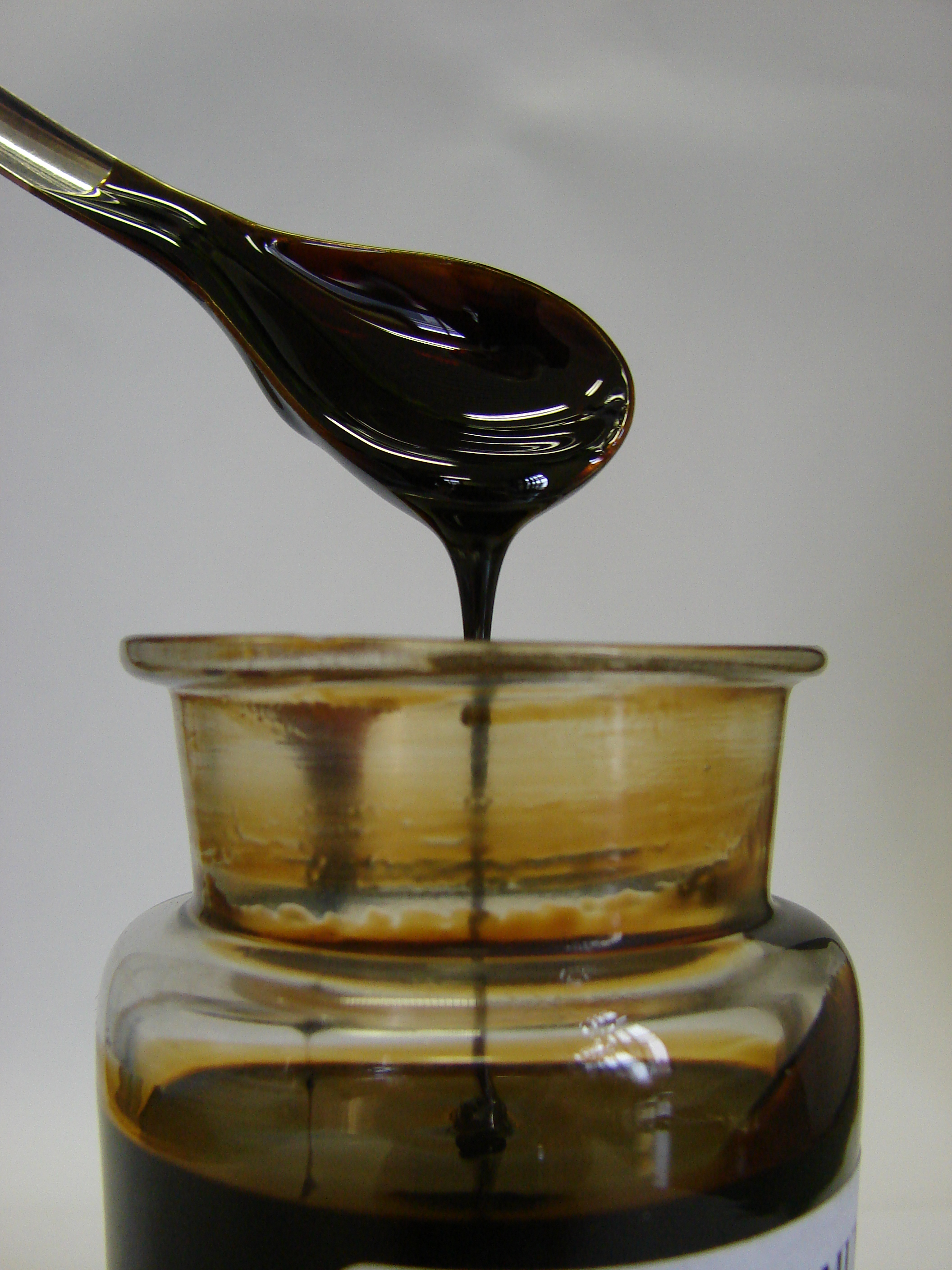
Balsamum peruvianum

Alguns autors el consideren un sinònim de Myroxylon balsamum var. pereirae (Royle) Harms

## Distribució
És un arbre d'Amèrica central que es troba únicament a la serralada del bàlsam a El Salvador, en els departaments de Sonsonate i La Llibertat.

## Resina del Bàlsam
El Bàlsam és la resina que s'extreu del Myroxylon pereirae.
El procés d'extracció és netament artesanal. S'inicia amb l'escalfament de l'escorça perquè la seva resina es concentri en la cremada, després d'alguns dies es retira la pela mullada de resina i es pega un bolquer sobre la ferida per extreure encara més saba. Aquest bolquer roman per uns 15 dies més. Després es retira i es retorça en una premsa artesanal. La pela a part del bolquer a través d'aquesta premsa, artesans realitzen el procés d'extracció. Després d'obtenir la preciosa i curativa saba, es procedeix a purificar d'impureses pròpies de l'ambient amb foc.
Aquest producte ja purificat es comercialitza mitjançant una sèrie d'intermediaris i exportadors, sent la seva destinació Alemanya, Estats Units d'Amèrica, Anglaterra i Espanya on s'utilitza en la fabricació de cosmètics i medicaments, ja que el bàlsam d'El Salvador és un producte altament eficaç per a malalties de la pell, bronquis, pulmons i vies respiratòries i en el tractament de cremades i ferides.De tota manera es pot ser fàcilment al·lèrgic al producte.

## Taxonomia
Myroxylon pereirae va ser descrita per (Royle) Klotzsch i publicat a Bonplandia 5(17): 274–275. 1857.
Sinonímia
- Myroxylon balsamum var. pereirae (Royle) Harms
- Myrospermum pereirae Royle
- Myrospermum sonsonatense Oerst.
- Myroxylon pereirae Royle
- Toluifera balsamum var. pereirae (Royle) Baill.
- Toluifera pereirae Baill.[2]